# 双捷镇
双捷镇，是中华人民共和国广东省阳江市江城区下辖的一个乡镇级行政单位。

## 行政区划
双捷镇下辖以下地区：
双捷社区、双捷村、康州村、岗元村、朗东村、坭湾村、草朗村、清冲村、茶水村、乐安村和长坑村。